# ヒイラギソウ
ヒイラギソウ（柊草、学名：Ajuga incisa）は、シソ科キランソウ属の多年草。地上近くを這って伸びる匐枝や走出枝は出さない。

## 特徴
茎は数本が群がって立ち、四角形で直立して、高さは30-50cmになり、短い毛が生える。葉は対生し、長さ3-5cmの葉柄がある。葉身は卵形から広卵形で、長さ5-10cm、幅3-6cm、先端は鋭くとがり、基部は円形から浅心形、縁には和名の由来となる不ぞろいで粗い欠刻状の鋸歯があって、表面はやや青緑色になる。
花期は4-6月。花は青紫色の唇形で、茎の上部の3-5段になる葉腋ごとに、4-6個ずつ輪状につく。萼は5中裂し、裂片は披針形で長さ約7mmになり、毛が多い。花冠は筒部が長く背面で長さ約2cm、上唇は2裂して長さ約3mm、下唇は3裂して長さ約5mmになり、中央の裂片のみが大型になって突き出る。花冠の外面に短毛が生える。雄蕊は4個あり、うち2個は花糸が長いが花冠よりは短い。雌蕊も花冠を突き出ない。果実は4個の長さ2.5mmになる分果で、宿存性の萼に包まれる。

## 分布と生育環境
日本固有種。本州の関東地方の北西部に分布し、山地の半日陰の林縁にある崩壊しやすい斜面の草地などに生育する。
なお、文献によっては、分布地に東北地方南部を加えるもの、中部地方を加えるものがある。

## 名前の由来
和名ヒイラギソウは、「柊草」の意で、鋭い欠刻状の切れ込みのある葉の形状をヒイラギ（柊）Osmanthus heterophyllus に見立てたもの。
種小名（種形容語）incisa は、「鋭く裂けた」の意味。

## 種の保全状況評価
絶滅危惧IB類 (EN)（環境省レッドリスト）
（2020年、環境省）

都道府県のレッドデータ、レッドリストの選定状況は次の通り。
茨城県-絶滅危惧II類、栃木県-準絶滅危惧（Cランク）、群馬県-絶滅危惧II類（VU)、埼玉県-絶滅危惧IA類（CR）、東京都-絶滅危惧IA類（CR）、神奈川県-絶滅種（EX）

## 下位分類
- シロバナヒイラギソウ Ajuga incisa Maxim. f. albiflora T.Yamaz. (1993)[10]
- ベニバナヒイラギソウ Ajuga incisa Maxim. f. rosea Honda (1937)[11]

## ギャラリー

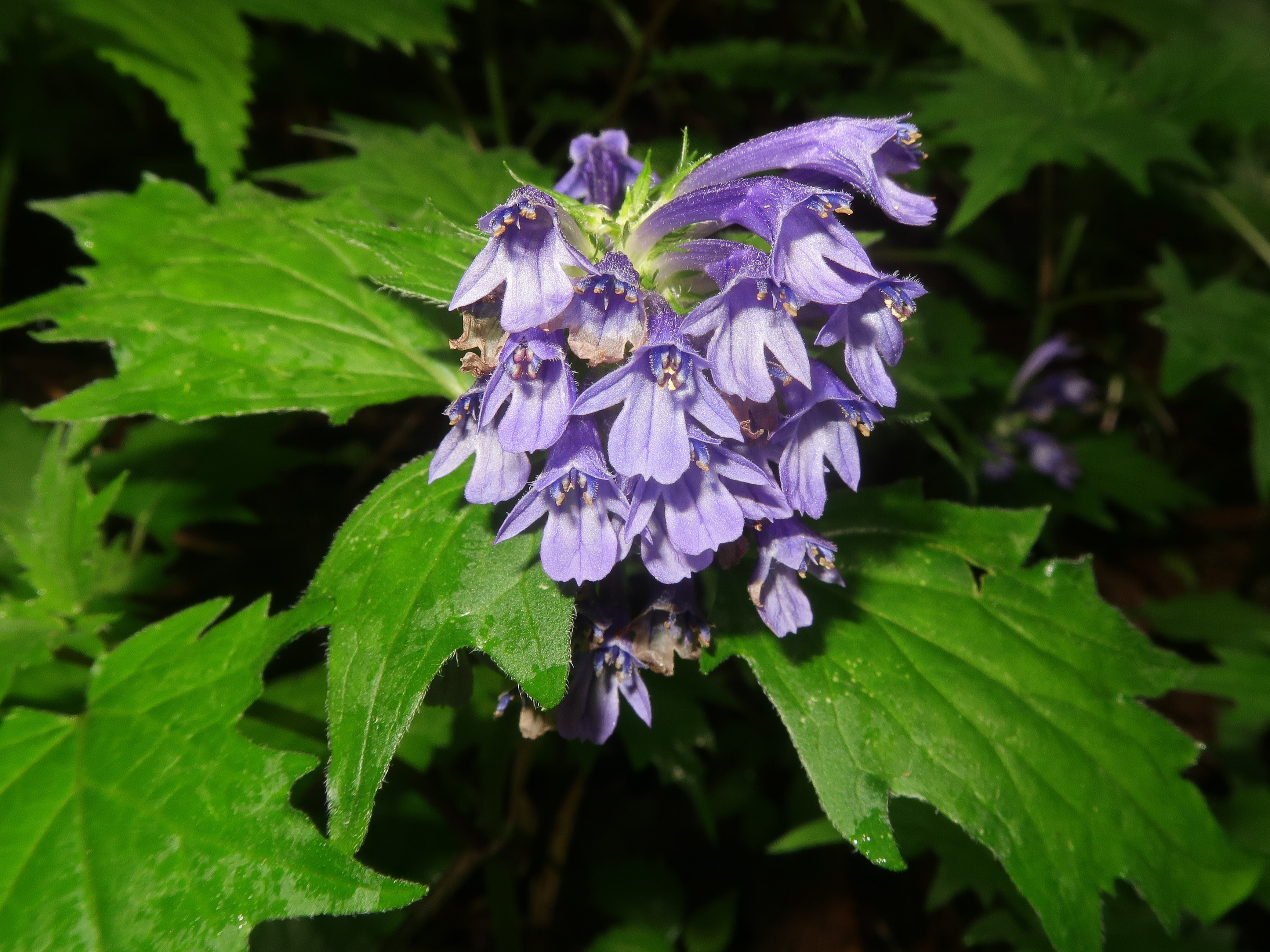
花は青紫色の唇形で、上唇は2裂、下唇は3裂し、中央の裂片のみが大型になって突き出る。
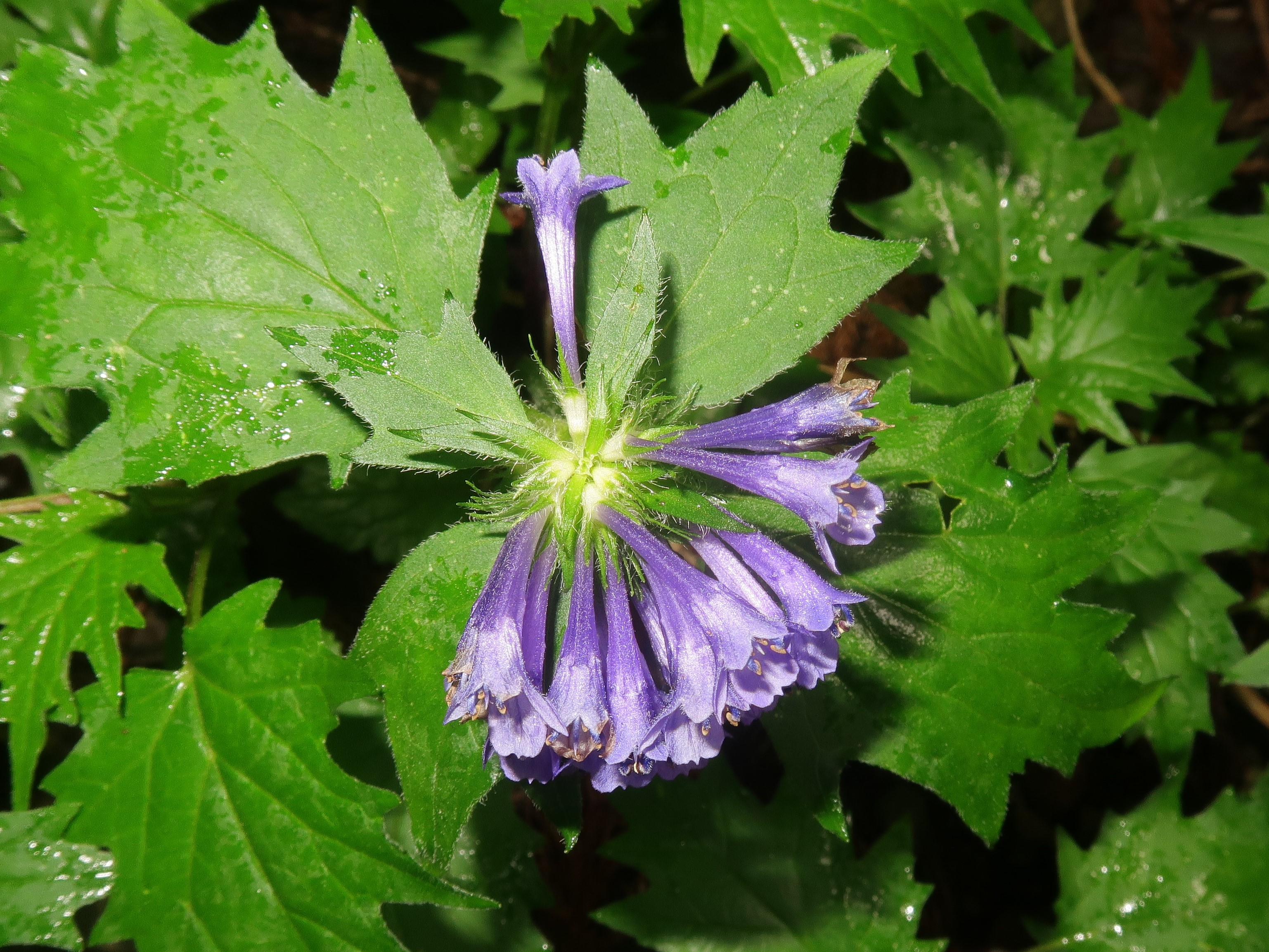
花は輪状につく。萼は5中裂し、裂片は披針形で毛が多い。花冠筒部が長い。
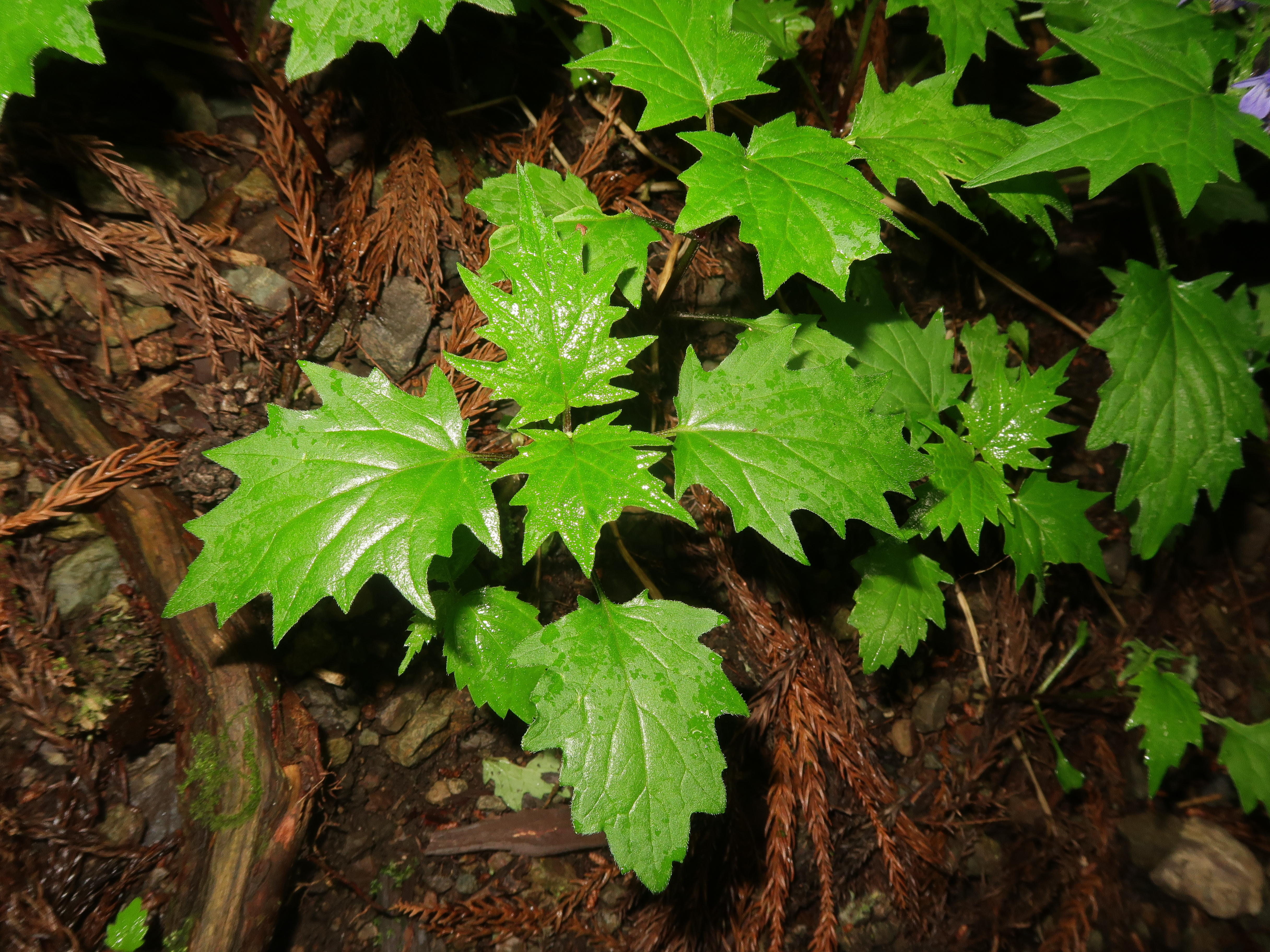
葉に鋭い欠刻状の切れ込みがあり、和名「ヒイラギソウ」の由来となる。
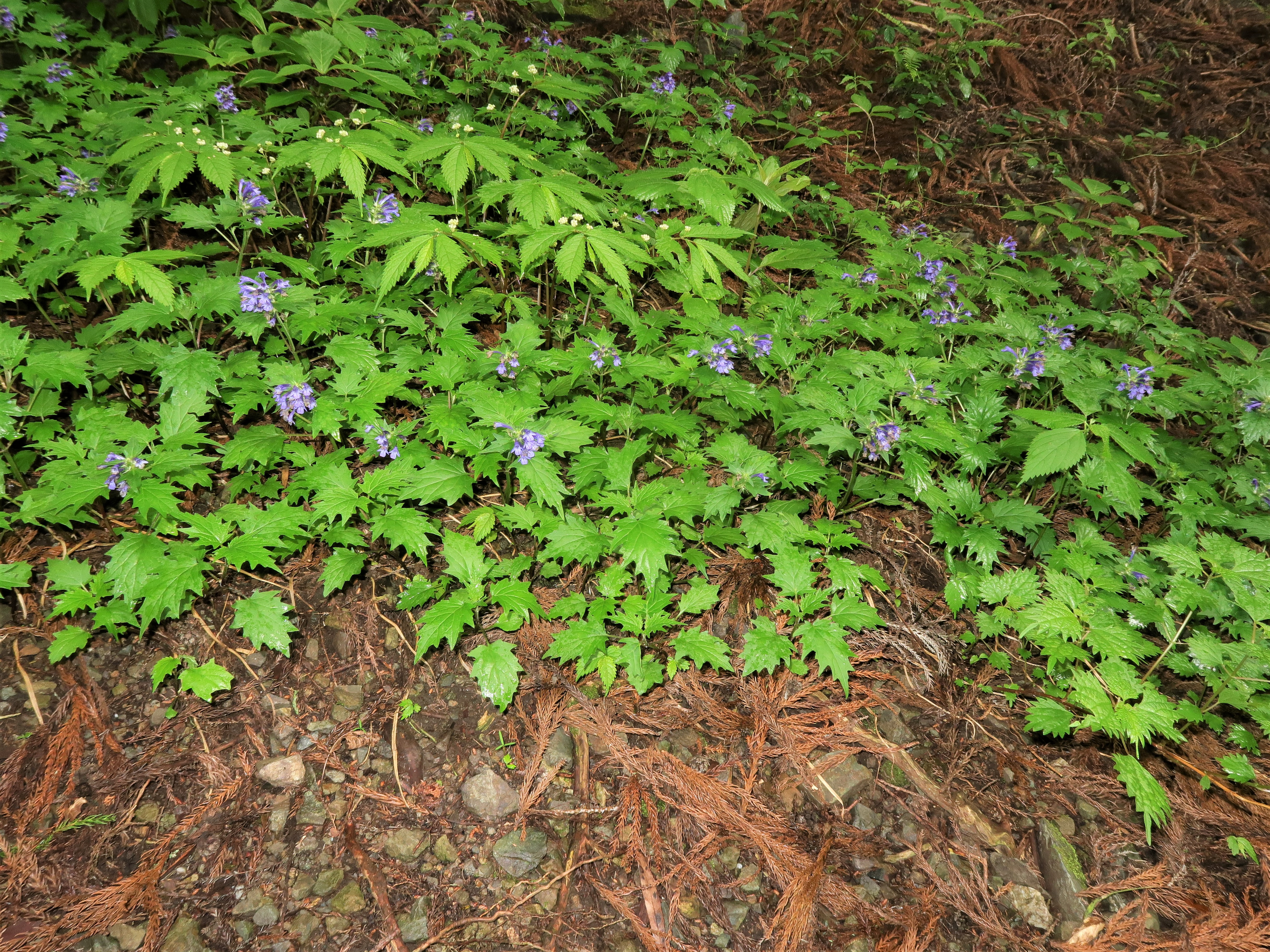
生育環境。スギの植林地で、ウワバミソウとともに。